# Woomera (Australien)
Woomera ist eine Stadt im australischen Bundesstaat South Australia. Der Ort lag bis ins Jahr 1982 im militärisch genutzten Sperrgebiet Woomera Prohibited Area (WPA, auch Woomera Sperrgebiet) und war nur mit Genehmigung zu erreichen. In den 1960er-Jahren, vor der Einrichtung des Sperrgebietes, hatte der Ort bis zu 6.000 Einwohner, nach der Eröffnung des Sperrgebiets ging die Einwohnerzahl zeitweise auf unter 200 zurück, heute hat sie sich bei etwa 200 stabilisiert. Seit der offiziellen Aufhebung des Sperrgebiets ist Woomera offen zugänglich, einzelne Anlagen sind aber bis heute in Betrieb. Die wichtigste Einnahmequelle ist heute der Tourismus, nachdem die Aktivitäten im WPA zurückgingen. Die meisten Touristen kommen, um die Anlagen der WPA zu besichtigen.
Woomera liegt am Stuart Highway, der von Port Augusta nach Darwin im Norden Australiens führt.
Der Name des Ortes stammt von der gleichnamigen Waffe der Aborigine (Woomera), einem Wurfspeer mit Schleudervorrichtung ähnlich dem amerikanischen Atlatl.